# A Dr. Csont epizódjainak listája
A Dr. Csont című amerikai sorozat premierje 2005. szeptember 13-án volt a FOX televíziós csatornán az Amerikai Egyesült Államokban, a sorozat 12 évad után 2017. március 28-án befejeződött. Magyarországon a sorozatot az RTL Klub vetítette 2007. március 7. és 2018. augusztus 13. között.

## Évados áttekintés
| Évad | Évad | Részek száma | Részek száma | Eredeti sugárzás     | Eredeti sugárzás  | Eredeti adó | Magyar sugárzás      | Magyar sugárzás      | Magyar adó |
| Évad | Évad | Részek száma | Részek száma | Évadbemutató         | Évadzáró          | Eredeti adó | Évadbemutató         | Évadzáró             | Magyar adó |
| ---- | ---- | ------------ | ------------ | -------------------- | ----------------- | ----------- | -------------------- | -------------------- | ---------- |
|      | 1.   | 22           | 22           | 2005. szeptember 13. | 2006. május 17.   | FOX         | 2007. március 7.     | 2007. augusztus 1.   |            |
|      | 2.   | 21           | 21           | 2006. augusztus 30.  | 2007. május 16.   | FOX         | 2009. február 2.     | 2009. július 31.     |            |
|      | 3.   | 15           | 15           | 2007. szeptember 25. | 2008. május 19.   | FOX         | 2010. január 4.      | 2010. szeptember 13. |            |
|      | 4.   | 26           | 26           | 2008. szeptember 3.  | 2009. május 14.   | FOX         | 2010. szeptember 20. | 2011. április 4.     |            |
|      | 5.   | 22           | 22           | 2009. szeptember 17. | 2010. május 20.   | FOX         | 2011. április 11.    | 2012. április 2.     |            |
|      | 6.   | 23           | 23           | 2010. szeptember 23. | 2011. május 19.   | FOX         | 2012. április 16.    | 2012. november 26.   |            |
|      | 7.   | 13           | 13           | 2011. november 3.    | 2012. május 14.   | FOX         | 2012. december 13.   | 2013. május 27.      |            |
|      | 8.   | 24           | 24           | 2012. szeptember 17. | 2013. április 29. | FOX         | 2013. augusztus 26.  | 2014. november 24.   |            |
|      | 9.   | 24           | 24           | 2013. szeptember 16. | 2014. május 19.   | FOX         | 2014. december 1.    | 2015. június 15.     |            |
|      | 10.  | 22           | 22           | 2014. szeptember 25. | 2015. június 11.  | FOX         | 2015. november 9.    | 2016. június 6.      |            |
|      | 11.  | 22           | 22           | 2015. október 1.     | 2016. július 21.  | FOX         | 2016. november 14.   | 2018. január 29.     |            |
|      | 12.  | 12           | 12           | 2017. január 3.      | 2017. március 28. | FOX         | 2018. június 11.     | 2018. augusztus 13.  |            |

## Első évad (2005-2006)
| Sor. | Év. | Cím                                                  | Rendező             | Író                              | Premier                                | Nézettség    |
| ---- | --- | ---------------------------------------------------- | ------------------- | -------------------------------- | -------------------------------------- | ------------ |
| 1.   | 1.  | Lány a tóban (Pilot)                                 | Greg Yaitanes       | Hart Hanson                      | 2005. szeptember 13. 2007. március 7.  | 10,79 millió |
| 2.   | 2.  | Robbanó méreg (The Man in the S.U.V.)                | Allan Kroeker       | Stephen Nathan                   | 2005. szeptember 20. 2007. március 14. | 7,39 millió  |
| 3.   | 3.  | Egy iskola titkai (A Boy in a Tree)                  | Patrick Norris      | Hart Hanson                      | 2005. szeptember 27. 2007. március 21. | 7,87 millió  |
| 4.   | 4.  | A medve-ügy (The Man in the Bear)                    | Allan Kroeker       | Laura Wolner                     | 2005. november 1. 2007. március 28.    | 7,99 millió  |
| 5.   | 5.  | Örökbefogadott halál (A Boy in a Bush)               | Jesús S. Treviño    | Steve Blackman & Greg Ball       | 2005. november 8. 2007. április 4.     | 6,86 millió  |
| 6.   | 6.  | Múmia a falban (The Man in the Wall)                 | Tawnia McKiernan    | Elizabeth Benjamin               | 2005. november 15. 2007. április 11.   | 8,84 millió  |
| 7.   | 7.  | A halálraítélt (A Man on Death Row)                  | David Jones         | Noah Hawley                      | 2005. november 22. 2007. április 18.   | 7,25 millió  |
| 8.   | 8.  | A példakép (The Girl in the Fridge)                  | Sanford Bookstaver  | Dana Coen                        | 2005. november 29. 2007. április 25.   | 7,64 millió  |
| 9.   | 9.  | Karácsonyi karantén (The Man in the Fallout Shelter) | Greg Yaitanes       | Hart Hanson                      | 2005. december 13. 2007. május 2.      | 7,12 millió  |
| 10.  | 10. | Szétszóródva (The Woman at the Airport)              | Greg Yaitanes       | Teresa Lin                       | 2006. január 25. 2007. május 9.        | 11,37 millió |
| 11.  | 11. | A koronatanú (The Woman in the Car)                  | Dwight H. Little    | Noah Hawley                      | 2006. február 1. 2007. május 16.       | 12,64 millió |
| 12.  | 12. | Szuperhős a sikátorból (The Superhero in the Alley)  | James Whitmore, Jr. | Elizabeth Benjamin               | 2006. február 8. 2007. május 23.       | 11,91 millió |
| 13.  | 13. | Csontváz a csomagtartóban (The Woman in the Garden)  | Sanford Bookstaver  | Laura Wolner                     | 2006. február 15. 2007. május 30.      | 11,87 millió |
| 14.  | 14. | Egy kínos ügy (The Man on the Fairway)               | Tony Wharmby        | Steve Blackman                   | 2006. március 8. 2007. június 6.       | 11,82 millió |
| 15.  | 15. | Két titokzatos hulla (Two Bodies in the Lab)         | Allan Kroeker       | Stephen Nathan                   | 2006. március 15. 2007. június 13.     | 12,07 millió |
| 16.  | 16. | Az eltemetett titok (The Woman in the Tunnel)        | Joe Napolitano      | Greg Ball & Steve Blackman       | 2006. március 22. 2007. június 20.     | 11,14 millió |
| 17.  | 17. | Koponya a sivatagban (The Skull in the Desert)       | Donna Deitch        | Jeff Rake                        | 2006. március 29. 2007. június 27.     | 10,14 millió |
| 18.  | 18. | A kalózok kincse (The Man with the Bone)             | Jesús S. Treviño    | Craig Silverstein                | 2006. április 5. 2007. július 4.       | 10,28 millió |
| 19.  | 19. | Feketemágia (The Man in the Morgue)                  | James Whitmore, Jr. | Noah Hawley & Elizabeth Benjamin | 2006. április 19. 2007. július 11.     | 10,33 millió |
| 20.  | 20. | Gyilkos átültetés (The Graft in the Girl)            | Sanford Bookstaver  | Laura Wolner & Greg Ball         | 2006. április 26. 2007. július 18.     | 10,33 millió |
| 21.  | 21. | Egy becsületbeli ügy (The Soldier on the Grave)      | Jonathan Pontell    | Stephen Nathan                   | 2006. május 10. 2007. július 25.       | 9,50 millió  |
| 22.  | 22. | Családban marad (The Woman in Limbo)                 | Jesús S. Treviño    | Hart Hanson                      | 2006. május 17. 2007. augusztus 1.     | 9,07 millió  |

## Második évad (2006-2007)
| Sor. | Év. | Cím                                                       | Rendező            | Író                               | Premier                                | Nézettség    |
| ---- | --- | --------------------------------------------------------- | ------------------ | --------------------------------- | -------------------------------------- | ------------ |
| 23.  | 1.  | Vakvágányon (The Titan on the Tracks)                     | Tony Wharmby       | Hart Hanson                       | 2006. augusztus 30. 2009. február 2.   | 8,61 millió  |
| 24.  | 2.  | Bizonyíték híján (Mother and Child in the Bay)            | Jesús S. Treviño   | Stephen Nathan                    | 2006. szeptember 6. 2009. február 9.   | 9,13 millió  |
| 25.  | 3.  | Az utcagyerek (The Boy in the Shroud)                     | Sanford Bookstaver | Gary Glasberg                     | 2006. szeptember 13. 2009. február 16. | 8,59 millió  |
| 26.  | 4.  | Halálos játszma (The Blonde in the Game)                  | Bryan Spicer       | Noah Hawley                       | 2006. szeptember 20. 2009. február 23. | 7,55 millió  |
| 27.  | 5.  | Egy férfi és három nő (The Truth in the Lye)              | Steven DePaul      | Scott Williams                    | 2006. szeptember 27. 2009. március 2.  | 7,80 millió  |
| 28.  | 6.  | Diplomáciai bonyodalmak (The Girl in Suite 2103)          | Karen Gaviola      | Christopher Ambrose               | 2006. október 4. 2009. március 9.      | 8,10 millió  |
| 29.  | 7.  | Gyilkos szépségverseny (The Girl with the Curl)           | Thomas J. Wright   | Karine Rosenthal                  | 2006. november 1. 2009. március 16.    | 7,33 millió  |
| 30.  | 8.  | A kocka el van vetve (The Woman in the Sand)              | Kate Woods         | Elizabeth Benjamin                | 2006. november 8. 2009. március 23.    | 7,52 millió  |
| 31.  | 9.  | Élve eltemetve (Aliens in a Spaceship)                    | Craig Ross, Jr.    | Janet Tamaro                      | 2006. november 15. 2009. május 8.      | 7,83 millió  |
| 32.  | 10. | Egy boszorkányos ügy (The Headless Witch in the Woods)    | Tony Wharmby       | Stephen Nathan & Karine Rosenthal | 2006. november 29. 2009. május 15.     | 8,66 millió  |
| 33.  | 11. | Az árulók büntetése (Judas on a Pole)                     | David Duchovny     | Hart Hanson                       | 2006. december 13. 2009. május 22.     | 8,62 millió  |
| 34.  | 12. | A játék neve: halál (The Man in the Cell)                 | Jesús S. Treviño   | Noah Hawley                       | 2007. január 31. 2009. május 29.       | 12,40 millió |
| 35.  | 13. | A mocsár titka (The Girl in the Gator)                    | Allan Kroeker      | Scott Williams                    | 2007. február 7. 2009. június 5.       | 12,57 millió |
| 36.  | 14. | Szex, hazugság, gyilkosság... (The Man in the Mansion)    | Dwight H. Little   | Christopher Ambrose               | 2007. február 14. 2009. június 12.     | 12,28 millió |
| 37.  | 15. | Ahogy a nagy könyvben meg van írva (Bodies in the Book)   | Craig Ross, Jr.    | Karine Rosenthal                  | 2007. március 14. 2009. június 19.     | 10,36 millió |
| 38.  | 16. | A csontnélküli tetem (The Boneless Bride in the River)    | Tony Wharmby       | Gary Glasberg                     | 2007. március 21. 2009. június 26.     | 10,47 millió |
| 39.  | 17. | Halál a parókián (The Priest in the Churchyard)           | Scott Lautanen     | Lyla Oliver                       | 2007. március 28. 2009. július 3.      | 10,58 millió |
| 40.  | 18. | Egy kemény ügy (The Killer in the Concrete)               | Jeff Woolnough     | Dean Widenmann                    | 2007. április 4. 2009. július 10.      | 10,58 millió |
| 41.  | 19. | Az égből pottyant űrhajós (Spaceman in a Crater)          | Jeannot Szwarc     | Elizabeth Benjamin                | 2007. május 2. 2009. július 17.        | 10,56 millió |
| 42.  | 20. | Fénylő csontok (The Glowing Bones in the Old Stone House) | Caleb Deschanel    | Stephen Nathan                    | 2007. május 9. 2009. július 24.        | 10,23 millió |
| 43.  | 21. | Csillaghullás (Stargazer in a Puddle)                     | Tony Wharmby       | Hart Hanson                       | 2007. május 16. 2009. július 31.       | 10,88 millió |

## Harmadik évad (2007-2008)
| Sor. | Év. | Cím                                                      | Rendező            | Író                                 | Premier                              | Nézettség    |
| ---- | --- | -------------------------------------------------------- | ------------------ | ----------------------------------- | ------------------------------------ | ------------ |
| 44.  | 1.  | Bűnjelek a trezorban (The Widow's Son in the Windshield) | Ian Toynton        | Hart Hanson                         | 2007. szeptember 25. 2010. január 4. | 8,40 millió  |
| 45.  | 2.  | Robbanékony múlt (Soccer Mom in the Mini-Van)            | Allan Kroeker      | Elizabeth Benjamin                  | 2007. október 7. 2010. január 11.    | 7,98 millió  |
| 46.  | 3.  | Nyeregben (Death in the Saddle)                          | Craig Ross, Jr.    | Josh Berman                         | 2007. október 9. 2010. január 18.    | 8,48 millió  |
| 47.  | 4.  | A föld titka (The Secret in the Soil)                    | Steven DePaul      | Karine Rosenthal                    | 2007. október 23. 2010. január 25.   | 8,94 millió  |
| 48.  | 5.  | Múmia a labirintusban (Mummy in the Maze)                | Marita Grabiak     | Scott Williams                      | 2007. október 30. 2010. február 1.   | 8,85 millió  |
| 49.  | 6.  | Gyilkosság az intézetben (Intern in the Incinerator)     | Jeff Woolnough     | Christopher Ambrose                 | 2007. november 6. 2010. február 8.   | 9,52 millió  |
| 50.  | 7.  | Üzenet a múltból (The Boy in the Time Capsule)           | Chad Lowe          | Janet Lin                           | 2007. november 13. 2010. február 15. | 9,12 millió  |
| 51.  | 8.  | Titkos társaság (The Knight on the Grid)                 | Dwight H. Little   | Noah Hawley                         | 2007. november 20. 2010. február 22. | 8,70 millió  |
| 52.  | 9.  | Keserédes ünnep (The Santa in the Slush)                 | Jeff Woolnough     | Elizabeth Benjamin & Scott Williams | 2007. november 27. 2010. március 1.  | 9,62 millió  |
| 53.  | 10. | Mindenki sáros (The Man in the Mud)                      | Scott Lautanen     | Janet Tamaro                        | 2008. április 14. 2010. március 8.   | 8,54 millió  |
| 54.  | 11. | Feszült kapcsolatok (Player Under Pressure)              | Jessica Landaw     | Janet Tamaro                        | 2008. április 21. 2010. március 22.  | 8,64 millió  |
| 55.  | 12. | A kis túlélő (The Baby in the Bough)                     | Ian Toynton        | Karine Rosenthal                    | 2008. április 28. 2010. március 29.  | 9,68 millió  |
| 56.  | 13. | Ítélethirdetés (The Verdict in the Story)                | Jeannot Szwarc     | Christopher Ambrose                 | 2008. május 5. 2010. augusztus 30.   | 8,13 millió  |
| 57.  | 14. | A rajongó (The Wannabe in the Weeds)                     | Gordon C. Lonsdale | Josh Berman                         | 2008. május 12. 2010. szeptember 6.  | 9,42 millió  |
| 58.  | 15. | Temetés (The Pain in the Heart)                          | Allan Kroeker      | Hart Hanson & Stephen Nathan        | 2008. május 19. 2010. szeptember 13. | 10,15 millió |

## Negyedik évad (2008-2009)
| Sor. | Év. | Cím                                                                | Rendező             | Író                             | Premier                                  | Nézettség    |
| ---- | --- | ------------------------------------------------------------------ | ------------------- | ------------------------------- | ---------------------------------------- | ------------ |
| 59.  | 1.  | Jenkik Angliában (1. rész) (Yanks in the U.K. (Part 1))            | Ian Toynton         | Hart Hanson & Karine Rosenthal  | 2008. szeptember 3. 2010. szeptember 20. | 9,17 millió  |
| 60.  | 2.  | Jenkik Angliában (2. rész) (Yanks in the U.K. (Part 2))            | Ian Toynton         | Stephen Nathan & Scott Williams | 2008. szeptember 3. 2010. szeptember 27. | 10,22 millió |
| 61.  | 3.  | Hűtlenek és holtak (Man in the Outhouse)                           | Steven DePaul       | Carla Kettner & Mark Lisson     | 2008. szeptember 10. 2010. október 4.    | 8,91 millió  |
| 62.  | 4.  | Állati nyomozás (The Finger in the Nest)                           | Jeff Woolnough      | Lyla Oliver                     | 2008. szeptember 17. 2010. október 11.   | 9,71 millió  |
| 63.  | 5.  | Segítség a zárt osztályról (The Perfect Pieces in the Purple Pond) | Jeannot Szwarc      | Josh Berman                     | 2008. szeptember 24. 2010. október 18.   | 9,61 millió  |
| 64.  | 6.  | Munkahelyi szerelem (The Crank in the Shaft)                       | Steven DePaul       | Elizabeth Benjamin              | 2008. október 1. 2010. október 25.       | 9,82 millió  |
| 65.  | 7.  | Férfi vagy nő? (The He in the She)                                 | Craig Ross, Jr.     | Karina Csolty                   | 2008. október 8. 2010. november 8.       | 10,34 millió |
| 66.  | 8.  | Halálszobrász (The Skull in the Sculpture)                         | Allan Kroeker       | Janet Lin                       | 2008. november 5. 2010. november 15.     | 10,09 millió |
| 67.  | 9.  | Szélhámos a laborban (The Con Man in the Meth Lab)                 | Allison Liddi-Brown | Karine Rosenthal                | 2008. november 12. 2010. november 22.    | 10,87 millió |
| 68.  | 10. | Ég és föld között (The Passenger in the Oven)                      | Steven DePaul       | Carla Kettner                   | 2008. november 19. 2010. november 29.    | 10,73 millió |
| 69.  | 11. | Elfújta a szél (The Bone That Blew)                                | Jessica Landaw      | Carla Kettner                   | 2008. november 26. 2010. december 6.     | 9,76 millió  |
| 70.  | 12. | Kész cirkusz (Double Trouble in the Panhandle)                     | Dwight H. Little    | Lyla Oliver                     | 2009. január 22. 2010. december 13.      | 9,97 millió  |
| 71.  | 13. | Tűz és jég (Fire in the Ice)                                       | Chad Lowe           | Scott Williams                  | 2009. január 22. 2010. december 20.      | 7,52 millió  |
| 72.  | 14. | Ügynökrablás (The Hero in the Hold)                                | Ian Toynton         | Janet Lin & Karine Rosenthal    | 2009. február 5. 2011. január 3.         | 10,76 millió |
| 73.  | 15. | A hercegnő halála (The Princess and the Pear)                      | Steven DePaul       | Matthew Donlan & Jeremy Martin  | 2009. február 19. 2011. január 10.       | 9,50 millió  |
| 74.  | 16. | Habzó csontok (The Bones That Foam)                                | David Boreanaz      | Elizabeth Benjamin              | 2009. március 12. 2011. január 17.       | 9,55 millió  |
| 75.  | 17. | A jéghegy csúcsa (The Salt in the Wounds)                          | Steven DePaul       | Carla Kettner & Josh Berman     | 2009. március 19. 2011. január 24.       | 10,19 millió |
| 76.  | 18. | Hulla vacsorára (The Doctor in the Den)                            | Ian Toynton         | Janet Lin & Karine Rosenthal    | 2009. április 2. 2011. január 31.        | 8,98 millió  |
| 77.  | 19. | Gyilkos tudós (The Science in the Physicist)                       | Brad Turner         | Karina Csolty                   | 2009. április 9. 2011. február 7.        | 8,88 millió  |
| 78.  | 20. | Végzetes randi (Cinderella in the Cardboard)                       | Steven DePaul       | Carla Kettner & Josh Berman     | 2009. április 15. 2011. február 14.      | 10,76 millió |
| 79.  | 21. | Keresztre feszítve (Mayhem on a Cross)                             | Jeff Woolnough      | Dean Lopata                     | 2009. április 16. 2011. február 21.      | 8,72 millió  |
| 80.  | 22. | Drága szeretteim (The Double Death of the Dearly Departed)         | Milan Cheylov       | Craig Silverstein               | 2009. április 20. 2011. február 28.      | 8,38 millió  |
| 81.  | 23. | Álarc mögött (The Girl in the Mask)                                | Ian Toynton         | Michael Peterson                | 2009. április 23. 2011. március 7.       | 8,22 millió  |
| 82.  | 24. | Hullajó buli (The Beaver in the Otter)                             | Brad Turner         | Scott Williams                  | 2009. április 30. 2011. március 21.      | 8,83 millió  |
| 83.  | 25. | Borban az igazság (The Critic in the Cabernet)                     | Kevin Hooks         | Stephen Nathan                  | 2009. május 7. 2011. március 28.         | 8,62 millió  |
| 84.  | 26. | A vég kezdete (The End in the Beginning)                           | Ian Toynton         | Hart Hanson                     | 2009. május 14. 2011. április 4.         | 8,70 millió  |

## Ötödik évad (2009-2010)
| Sor. | Év. | Cím                                                        | Rendező             | Író                          | Premier                                | Nézettség    |
| ---- | --- | ---------------------------------------------------------- | ------------------- | ---------------------------- | -------------------------------------- | ------------ |
| 85.  | 1.  | A szökőkút mélyén (Harbingers in the Fountain)             | Ian Toynton         | Hart Hanson                  | 2009. szeptember 17. 2011. április 11. | 10,36 millió |
| 86.  | 2.  | Kémek krémje (The Bond in the Boot)                        | Alex Chapple        | Michael Peterson             | 2009. szeptember 24. 2011. április 18. | 9,12 millió  |
| 87.  | 3.  | A tehetség átok (The Plain in the Prodigy)                 | Allan Kroeker       | Karine Rosenthal             | 2009. október 1. 2011. május 2.        | 9,43 millió  |
| 88.  | 4.  | Jószomszédi iszony (The Beautiful Day in the Neighborhood) | Gordon C. Lonsdale  | Janet Lin                    | 2009. október 8. 2011. május 9.        | 10,29 millió |
| 89.  | 5.  | Éjszaka a múzeumban (A Night at the Bones Museum)          | Jeannot Szwarc      | Carla Kettner & Josh Berman  | 2009. október 15. 2011. május 16.      | 9,59 millió  |
| 90.  | 6.  | Gyilkos üzem (The Tough Man in the Tender Chicken)         | Dwight H. Little    | Dean Lopata                  | 2009. november 5. 2011. május 23.      | 8,66 millió  |
| 91.  | 7.  | Balszerencsés kobold (The Dwarf in the Dirt)               | Chad Lowe           | Karyn Usher                  | 2009. november 12. 2011. május 30.     | 10,22 millió |
| 92.  | 8.  | Orr és hamu (The Foot in the Foreclosure)                  | Jeff Woolnough      | Pat Charles                  | 2009. november 19. 2011. június 6.     | 9,88 millió  |
| 93.  | 9.  | A világbajnok postás esete (The Gamer in the Grease)       | Kate Woods          | Dean Lopata                  | 2009. december 3. 2011. június 20.     | 9,92 millió  |
| 94.  | 10. | Bankrabló Mikulás (The Goop on the Girl)                   | Tim Southam         | Carla Kettner                | 2009. december 10. 2011. június 27.    | 10,90 millió |
| 95.  | 11. | Ufóból is megárt a sok! (The X in the File)                | Allison Liddi-Brown | Janet Lin                    | 2009. november 5. 2011. július 4.      | 10,67 millió |
| 96.  | 12. | Csontok a Fehér Házból (The Proof in the Pudding)          | Emile Levisetti     | Bob Harris                   | 2010. január 14. 2011. július 11.      | 11,93 millió |
| 97.  | 13. | Fogas kérdés (The Dentist in the Ditch)                    | Dwight H. Little    | Pat Charles & Josh Berman    | 2010. január 28. 2011. augusztus 22.   | 12,37 millió |
| 98.  | 14. | Az ördög a részletekben rejlik (The Devil in the Details)  | Ian Toynton         | Michael Peterson             | 2010. február 4. 2011. augusztus 29.   | 12,37 millió |
| 99.  | 15. | Meglepetés az alagútból (The Bones on the Blue Line)       | Chad Lowe           | Carla Kettner                | 2010. április 1. 2011. szeptember 5.   | 8,44 millió  |
| 100. | 16. | Legendás páros (The Parts in the Sum of the Whole)         | David Boreanaz      | Hart Hanson                  | 2010. április 8. 2011. szeptember 12.  | 9,99 millió  |
| 101. | 17. | Osztálytalálkozó (The Death of the Queen Bee)              | Allan Kroeker       | Mark Lisson                  | 2010. április 15. 2012. február 27.    | 9,92 millió  |
| 102. | 18. | Ragadozó a vízben (The Predator in the Pool)               | Dwight H. Little    | Karyn Usher                  | 2010. április 22. 2012. március 5.     | 9,01 millió  |
| 103. | 19. | Tiszta rock (The Rocker in the Rinse Cycle)                | Jeff Woolnough      | Karine Rosenthal             | 2010. április 29. 2012. március 12.    | 9,28 millió  |
| 104. | 20. | Boszorkányság (The Witch in the Wardrobe)                  | François Velle      | Kathy Reichs                 | 2010. május 6. 2012. március 19.       | 9,05 millió  |
| 105. | 21. | A sírásó (The Boy with the Answer)                         | Dwight H. Little    | Stephen Nathan               | 2010. május 13. 2012. március 26.      | 9,20 millió  |
| 106. | 22. | Új utakon (The Beginning in the End)                       | Ian Toynton         | Hart Hanson & Stephen Nathan | 2010. május 20. 2012. április 2.       | 9,21 millió  |

## Hatodik évad (2010-2011)
| Sor. | Év. | Cím                                                       | Rendező            | Író                                                            | Premier                                | Nézettség    |
| ---- | --- | --------------------------------------------------------- | ------------------ | -------------------------------------------------------------- | -------------------------------------- | ------------ |
| 107. | 1.  | A nagy csapat visszatér (The Mastodon in the Room)        | Ian Toynton        | Hart Hanson                                                    | 2010. szeptember 23. 2012. április 16. | 9,79 millió  |
| 108. | 2.  | Szerelem mindhalálig (The Couple in the Cave)             | Milan Cheylov      | Stephen Nathan                                                 | 2010. szeptember 30. 2012. április 23. | 9,75 millió  |
| 109. | 3.  | Gyilkos valóságshow (The Maggots in the Meathead)         | Tim Southam        | Dean Lopata                                                    | 2010. október 7. 2012. május 7.        | 9,24 millió  |
| 110. | 4.  | A fejvadász (The Body and the Bounty)                     | Dwight H. Little   | Michael Peterson                                               | 2010. október 14. 2012. május 14.      | 9,58 millió  |
| 111. | 5.  | Bebetonozva (The Bones That Weren't)                      | Jeannot Szwarc     | Pat Charles                                                    | 2010. november 4. 2012. május 21.      | 9,26 millió  |
| 112. | 6.  | Titkok a mélyben (The Shallow in the Deep)                | Mark Helfrich      | Carla Kettner                                                  | 2010. november 11. 2012. június 4.     | 9,20 millió  |
| 113. | 7.  | Édes a bosszú (The Babe in the Bar)                       | Tim Southam        | Karine Rosenthal                                               | 2010. november 18. 2012. június 11.    | 9,40 millió  |
| 114. | 8.  | Izzó féltékenység (The Twisted Bones in the Melted Truck) | Gordon C. Lonsdale | Josh Berman                                                    | 2010. december 2. 2012. június 18.     | 8,83 millió  |
| 115. | 9.  | Tükörkép (The Doctor in the Photo)                        | Ian Toynton        | Carla Kettner                                                  | 2010. december 9. 2012. június 25.     | 8,36 millió  |
| 116. | 10. | Hamis barátok (The Body in the Bag)                       | Kate Woods         | Janet Lin                                                      | 2011. január 20. 2012. augusztus 27.   | 10,55 millió |
| 117. | 11. | Egy lövés a fejbe (The Bullet in the Brain)               | David Boreanaz     | Karyn Usher                                                    | 2011. január 27. 2012. szeptember 3.   | 12,05 millió |
| 118. | 12. | Nővérek és feleségek (The Sin in the Sisterhood)          | Rob Hardy          | Karyn Usher                                                    | 2011. február 3. 2012. szeptember 10.  | 10,20 millió |
| 119. | 13. | A BMX-bajnok (The Daredevil in the Mold)                  | Dwight H. Little   | Dean Lopata                                                    | 2011. február 10. 2012. szeptember 17. | 9,94 millió  |
| 120. | 14. | Bikini a levesben (The Bikini in the Soup)                | Ian Toynton        | Lyla Oliver                                                    | 2011. február 17. 2012. szeptember 24. | 9,84 millió  |
| 121. | 15. | Célkeresztben (The Killer in the Crosshairs)              | Milan Cheylov      | Michael Peterson                                               | 2011. március 10. 2012. október 1.     | 10,49 millió |
| 122. | 16. | Összezárva (The Blackout in the Blizzard)                 | David Boreanaz     | Karine Rosenthal                                               | 2011. március 17. 2012. október 8.     | 11,61 millió |
| 123. | 17. | Határvita (The Feet on the Beach)                         | Emile Levisetti    | Pat Charles                                                    | 2011. április 7. 2012. október 15.     | 10,58 millió |
| 124. | 18. | Erdei legenda (The Truth in the Myth)                     | Chad Lowe          | Jonathan Goldstein & John Francis Daley                        | 2011. április 14. 2012. október 29.    | 11,45 millió |
| 125. | 19. | A kincsvadász (The Finder)                                | Daniel Sackheim    | Hart Hanson                                                    | 2011. április 21. 2013. január 7.      | 10,96 millió |
| 126. | 20. | Az őszinte Pinokkió (The Pinocchio in the Planter)        | François Velle     | Keith Foglesong                                                | 2011. április 28. 2012. november 5.    | 9,70 millió  |
| 127. | 21. | A csend hangja (The Signs in the Silence)                 | Dwight H. Little   | Janet Lin & Stephen Nathan                                     | 2011. május 5. 2012. november 12.      | 10,94 millió |
| 128. | 22. | Eltévedt golyó (The Hole in the Heart)                    | Alex Chapple       | Tévéjáték: Carla Kettner & Karyn Usher Történet: Carla Kettner | 2011. május 12. 2012. november 19.     | 10,48 millió |
| 129. | 23. | Még több Booth (The Change in the Game)                   | Ian Toynton        | Hart Hanson & Stephen Nathan                                   | 2011. május 19. 2012. november 26.     | 9,83 millió  |

## Hetedik évad (2011-2012)
| Sor. | Év. | Cím                                                     | Rendező          | Író                            | Premier                               | Nézettség    |
| ---- | --- | ------------------------------------------------------- | ---------------- | ------------------------------ | ------------------------------------- | ------------ |
| 130. | 1.  | Halottkémek tévúton (The Memories in the Shallow Grave) | Ian Toynton      | Stephen Nathan                 | 2011. november 3. 2012. december 3.   | 10,00 millió |
| 131. | 2.  | Szerepcsere (The Hot Dog in the Competition)            | Dwight H. Little | Michael Peterson               | 2011. november 10. 2012. december 10. | 8,64 millió  |
| 132. | 3.  | Ez nem játék! (The Prince in the Plastic)               | Alex Chapple     | Dean Lopata                    | 2011. november 17. 2012. december 17. | 8,76 millió  |
| 133. | 4.  | Lottózni veszélyes (The Male in the Mail)               | Kevin Hooks      | Pat Charles                    | 2011. december 1. 2013. március 11.   | 8,91 millió  |
| 134. | 5.  | Viharvadász (The Twist in the Twister)                  | Jeannot Szwarc   | Karine Rosenthal               | 2011. december 8. 2013. március 18.   | 8,11 millió  |
| 135. | 6.  | Csontba kódolt üzenet (The Crack in the Code)           | Ian Toynton      | Carla Kettner                  | 2012. január 12. 2013. március 25.    | 8,64 millió  |
| 136. | 7.  | Börtönlázadás (The Prisoner in the Pipe)                | Kate Woods       | Jonathan Collier               | 2012. április 2. 2013. április 8.     | 8,39 millió  |
| 137. | 8.  | Az országút vándora (The Bump in the Road)              | Dwight H. Little | Keith Foglesong                | 2012. április 9. 2013. április 15.    | 7,56 millió  |
| 138. | 9.  | Tenni vagy nem tenni (The Don't in the Do)              | Jeannot Szwarc   | Janet Lin                      | 2012. április 16. 2013. április 22.   | 7,15 millió  |
| 139. | 10. | A harcos útja (The Warrior in the Wuss)                 | Chad Lowe        | Dean Lopata & Michael Peterson | 2012. április 23. 2013. április 29.   | 7,38 millió  |
| 140. | 11. | Vissza a középkorba (The Family in the Feud)            | Dwight H. Little | Pat Charles & Janet Lin        | 2012. április 30. 2013. május 6.      | 7,16 millió  |
| 141. | 12. | Hullajó film (The Suit on the Set)                      | Emile Levisetti  | Karine Rosenthal               | 2012. május 7. 2013. május 13.        | 7,02 millió  |
| 142. | 13. | Kísért a múlt (The Past in the Present)                 | David Boreanaz   | Carla Kettner                  | 2012. május 14. 2013. május 27.       | 7,21 millió  |

## Nyolcadik évad (2012-2013)
| Sor. | Év. | Cím                                                | Rendező             | Író                                | Premier                                  | Nézettség   |
| ---- | --- | -------------------------------------------------- | ------------------- | ---------------------------------- | ---------------------------------------- | ----------- |
| 143. | 1.  | Temetetlen múlt (The Future in the Past)           | Ian Toynton         | Hart Hanson & Stephen Nathan       | 2012. szeptember 17. 2013. augusztus 26. | 7,98 millió |
| 144. | 2.  | Báránybőrben (The Partners in the Divorce)         | Allison Liddi-Brown | Michael Peterson                   | 2012. szeptember 24. 2013. szeptember 2. | 7,61 millió |
| 145. | 3.  | A zöldfülű (The Gunk in the Garage)                | Kate Woods          | Jonathan Collier                   | 2012. október 1. 2013. szeptember 9.     | 6,99 millió |
| 146. | 4.  | Tiltott tigrisek (The Tiger in the Tale)           | Dwight H. Little    | Dean Lopata                        | 2012. október 8. 2013. szeptember 16.    | 7,20 millió |
| 147. | 5.  | Édes hármas (Method to the Madness)                | Kate Woods          | Keith Foglesong                    | 2012. november 5. 2013. szeptember 23.   | 7,30 millió |
| 148. | 6.  | Hazafi és tisztítótűz (The Patriot in Purgatory)   | François Velle      | Stephen Nathan                     | 2012. november 12. 2013. szeptember 30.  | 6,96 millió |
| 149. | 7.  | A takarító (The Bod in the Pod)                    | Tim Southam         | Pat Charles                        | 2012. november 19. 2013. október 7.      | 7,11 millió |
| 150. | 8.  | Trükkös halál (The But in the Joke)                | Ian Toynton         | Keith Foglesong                    | 2012. november 26. 2013. október 14.     | 7,96 millió |
| 151. | 9.  | Szellem a gépben (The Ghost in the Machine)        | Milan Cheylov       | Hart Hanson                        | 2012. december 3. 2013. október 21.      | 7,29 millió |
| 152. | 10. | Gyémánt a föld alatt (The Diamond in the Rough)    | Alex Chapple        | Nkechi Okoro Carroll               | 2013. január 14. 2013. október 28.       | 8,04 millió |
| 153. | 11. | Régész a gubóban (The Archaeologist in the Cocoon) | Jeannot Szwarc      | Sanford Golden & Karen Wyscarver   | 2013. január 14. 2013. november 4.       | 7,79 millió |
| 154. | 12. | Anatómiai rejtvény (The Corpse on the Canopy)      | Rob Hardy           | Jonathan Collier                   | 2013. január 21. 2013. november 11.      | 8,53 millió |
| 155. | 13. | Csavaros történet (The Twist in the Plot)          | Milan Cheylov       | Kim Clements                       | 2013. január 28. 2013. november 18.      | 9,25 millió |
| 156. | 14. | Booth titka (The Doll in the Derby)                | Tawnia McKiernan    | Michael Peterson                   | 2013. február 4. 2013. november 25.      | 9,06 millió |
| 157. | 15. | Lövés a múltba (The Shot in the Dark)              | François Velle      | Dave Thomas                        | 2013. február 11. 2013. december 2.      | 8,82 millió |
| 158. | 16. | Barát a bajban (The Friend in Need)                | Jeffrey Walker      | Dean Lopata                        | 2013. február 18. 2013. december 9.      | 8,47 millió |
| 159. | 17. | Sekély sírhant (The Fact in the Fiction)           | Dwight H. Little    | Keith Foglesong                    | 2013. február 25. 2013. december 16.     | 8,77 millió |
| 160. | 18. | Túlélő a szappanban (The Survivor in the Soap)     | Tim Southam         | Nkechi Okoro Carroll               | 2013. március 4. 2014. szeptember 1.     | 8,41 millió |
| 161. | 19. | Túlélésből elégtelen (The Doom in the Gloom)       | Kate Woods          | Sanford Golden & Karen Wyscarver   | 2013. március 18. 2014. szeptember 8.    | 7,58 millió |
| 162. | 20. | Véres gyémántok (The Blood from the Stones)        | François Velle      | Pat Charles                        | 2013. március 25. 2014. szeptember 15.   | 6,96 millió |
| 163. | 21. | Benne a szószban (The Maiden in the Mushrooms)     | Jeannot Szwarc      | Lyla Oliver                        | 2013. április 1. 2014. szeptember 22.    | 7,05 millió |
| 164. | 22. | Édesek és mostohák (The Party in the Pants)        | Reggie Hudlin       | Michael Peterson & Keith Foglesong | 2013. április 15. 2014. szeptember 29.   | 6,56 millió |
| 165. | 23. | Vírus (The Pathos in the Pathogens)                | Chad Lowe           | Kim Clements                       | 2013. április 22. 2014. november 17.     | 7,06 millió |
| 166. | 24. | Végső célpont (The Secret in the Siege)            | David Boreanaz      | Stephen Nathan & Jonathan Collier  | 2013. április 29. 2014. november 24.     | 7,36 millió |

## Kilencedik évad (2013-2014)
| Sor. | Év. | Cím                                                       | Rendező             | Író                               | Premier                                 | Nézettség   |
| ---- | --- | --------------------------------------------------------- | ------------------- | --------------------------------- | --------------------------------------- | ----------- |
| 167. | 1.  | Kettős zsarolás (The Secrets in the Proposal)             | Ian Toynton         | Hart Hanson & Stephen Nathan      | 2013. szeptember 16. 2014. december 1.  | 7,76 millió |
| 168. | 2.  | Két legyet egy csapásra (The Cheat in the Retreat)        | Alex Chapple        | Nkechi Okoro Carroll              | 2013. szeptember 23. 2014. december 8.  | 6,74 millió |
| 169. | 3.  | Kézről kézre (El Carnicero en el Coche)                   | Ian Toynton         | Jonathan Collier & Dean Lopata    | 2013. szeptember 30. 2014. december 15. | 7,26 millió |
| 170. | 4.  | Dupla csapda (The Sense in the Sacrifice)                 | Kate Woods          | Jonathan Collier                  | 2013. október 7. 2014. december 22.     | 7,30 millió |
| 171. | 5.  | Hölgy a listán (The Lady on the List)                     | Chad Lowe           | Pat Charles                       | 2013. október 14. 2015. január 19.      | 7,60 millió |
| 172. | 6.  | Nő fehérben (The Woman in White)                          | Kevin Hooks         | Karine Rosenthal                  | 2013. október 21. 2015. január 26.      | 6,97 millió |
| 173. | 7.  | Nászút haláli meglepetésekkel (The Nazi on the Honeymoon) | Jeannot Szwarc      | Dave Thomas                       | 2013. november 4. 2015. február 2.      | 7,35 millió |
| 174. | 8.  | Donor a gáton (The Dude in the Dam)                       | Kevin Hooks         | Kathy Reichs & Kerry Reichs       | 2013. november 11. 2015. február 9.     | 5,18 millió |
| 175. | 9.  | 12 dühös ember (The Fury in the Jury)                     | Dwight H. Little    | Sanford Golden & Karen Wyscarver  | 2013. november 15. 2015. február 16.    | 5,78 millió |
| 176. | 10. | Rejtély a menzán (The Mystery in the Meat)                | Tim Southam         | Michael Peterson                  | 2013. november 22. 2015. február 23.    | 6,91 millió |
| 177. | 11. | Villámcsapás (The Spark in the Park)                      | Chad Lowe           | Emily Silver                      | 2013. december 6. 2015. március 2.      | 6,88 millió |
| 178. | 12. | Rémálom (The Ghost in the Killer)                         | Allison Liddi-Brown | Nkechi Okoro Carroll              | 2014. január 10. 2015. március 9.       | 6,78 millió |
| 179. | 13. | Hullócsillag (Big in the Philippines)                     | David Boreanaz      | Keith Foglesong                   | 2014. január 17. 2015. március 16.      | 7,49 millió |
| 180. | 14. | Sakk-matt (The Master in the Slop)                        | Dwight H. Little    | Dave Thomas                       | 2014. január 24. 2015. március 23.      | 6,78 millió |
| 181. | 15. | A fiatal mostoha (The Heiress in the Hill)                | Milan Cheylov       | Dean Lopata                       | 2014. január 31. 2015. március 30.      | 6,55 millió |
| 182. | 16. | Kettős célpont (The Source in the Sludge)                 | Ian Toynton         | Jonathan Collier                  | 2014. március 10. 2014. április 13.     | 5,63 millió |
| 183. | 17. | A cselszövők (The Repo Man in the Septic Tank)            | Jeffrey Walker      | Michael Peterson                  | 2014. március 17. 2015. április 20.     | 5,82 millió |
| 184. | 18. | A zöldfülű (The Carrot in the Kudzu)                      | Rob Hardy           | Sanford Golden & Karen Wyscarver  | 2014. március 24. 2015. április 27.     | 5,82 millió |
| 185. | 19. | Hamu és gyémánt (The Turn in the Urn)                     | Tim Southam         | Pat Charles                       | 2014. március 31. 2015. május 4.        | 5,72 millió |
| 186. | 20. | Mélyrepülés (The High in the Low)                         | Anne Renton         | Keith Fogelsong                   | 2014. április 7. 2015. május 11.        | 6,58 millió |
| 187. | 21. | Döglött akta (The Cold in the Case)                       | Milan Cheylov       | Emily Silver                      | 2014. április 14. 2015. május 18.       | 5,79 millió |
| 188. | 22. | Piszkos ügyek (The Nail in the Coffin)                    | Ian Toynton         | Dean Lopata                       | 2014. április 21. 2015. június 1.       | 5,97 millió |
| 189. | 23. | Bevetésen (The Drama in the Queen)                        | Jeannot Szwarc      | Megan McNamara                    | 2014. május 12. 2015. június 8.         | 6,38 millió |
| 190. | 24. | Nagyok játszmája (The Recluse in the Recliner)            | David Boreanaz      | Stephen Nathan & Jonathan Collier | 2014. május 19. 2015. június 15.        | 6,04 millió |

## Tizedik évad (2014-2015)
| Sor. | Év. | Cím                                                                       | Rendező             | Író                                                                          | Premier                                | Nézettség   |
| ---- | --- | ------------------------------------------------------------------------- | ------------------- | ---------------------------------------------------------------------------- | -------------------------------------- | ----------- |
| 191. | 1.  | Az első áldozat (The Conspiracy in the Corpse)                            | Ian Toynton         | Stephen Nathan és Jonathan Collier                                           | 2014. szeptember 25. 2015. november 9. | 6,34 millió |
| 192. | 2.  | Összeesküvés (The Lance to the Heart)                                     | Dwight H. Little    | Tévéjáték: Nkechi Okoro Carroll & Keith Foglesong Történet: Michael Peterson | 2014. október 2. 2015. november 16.    | 6,41 millió |
| 193. | 3.  | Mindenki gyanús (The Purging of the Pundit)                               | Tim Southam         | Michael Peterson                                                             | 2014. október 9. 2015. november 23.    | 6,39 millió |
| 194. | 4.  | Halálos játék (The Geek in the Guck)                                      | Milan Cheylov       | Gene Hong                                                                    | 2014. október 16. 2015. november 30.   | 6,56 millió |
| 195. | 5.  | A hóhért akasztják (The Corpse at the Convention)                         | Chad Lowe           | Dave Thomas                                                                  | 2014. október 30. 2015. december 7.    | 5,60 millió |
| 196. | 6.  | Szerelem mindhalálig (The Lost Love in the Foreign Land)                  | Allison Liddi-Brown | Emily Silver                                                                 | 2014. november 6. 2015. december 14.   | 5,64 millió |
| 197. | 7.  | Az aranyifjú (The Money Maker on the Merry-Go-Round)                      | Michael Lange       | Keith Foglesong                                                              | 2014. november 13. 2015. december 21.  | 5,50 millió |
| 198. | 8.  | Az utolsó rejtvény (The Puzzler in the Pit)                               | Chad Lowe           | Nkechi Okoro Carroll                                                         | 2014. november 20. 2016. február 8.    | 5,26 millió |
| 199. | 9.  | Az ördög a részletekben rejlik (The Mutilation of the Master Manipulator) | Tim Southam         | Hilary Weisman Graham                                                        | 2014. december 4. 2016. február 15.    | 5,70 millió |
| 200. | 10. | Retró mese (The 200th in the 10th)                                        | David Boreanaz      | Stephen Nathan                                                               | 2014. december 11. 2016. február 22.   | 5,49 millió |
| 201. | 11. | Médium a levesben (The Psychic in the Soup)                               | Jeannot Szwarc      | Lena D. Waithe                                                               | 2015. március 26. 2016. február 29.    | 5,84 millió |
| 202. | 12. | A könyvesbolt rejtélye (The Teacher in the Books)                         | Anne Renton         | Taylor Martin                                                                | 2015. április 2. 2016. március 7.      | 4,74 millió |
| 203. | 13. | Süti, nem süti (The Baker in the Bits)                                    | Michael Lange       | Jonathan Collier                                                             | 2015. április 9. 2016. március 21.     | 5,03 millió |
| 204. | 14. | A golfkirály (The Putter in the Rough)                                    | Milan Cheylov       | David Thomas                                                                 | 2015. április 16. 2016. április 4.     | 4,88 millió |
| 205. | 15. | Az őrszem (The Eye in the Sky)                                            | Arlene Sanford      | Gene Hong                                                                    | 2015. április 23. 2016. április 11.    | 4,65 millió |
| 206. | 16. | Marhanagy marha (The Big Beef at the Royal Diner)                         |                     | Hilary Weisman Graham                                                        | 2015. április 30. 2016. április 18.    | 4,29 millió |
| 207. | 17. | Elhagyatva (The Lost in the Found)                                        | Jeannot Szwarc      | Emily Silver                                                                 | 2015. május 7. 2016. május 2.          | 4,49 millió |
| 208. | 18. | Ítélet (The Verdict in the Victims)                                       | Michael Lange       | Nkechi Okoro Carroll                                                         | 2015. május 7. 2016. május 9.          | 4,49 millió |
| 209. | 19. | Gyilkosság a Közel-Keleten (The Murder in the Middle East)                | Milan Cheylov       | Michael Peterson                                                             | 2015. május 14. 2016. május 16.        | 4,71 millió |
| 210. | 20. | Nő, az örvényben (The Woman in the Whirlpool)                             | Dwight Little       | Kathy Reichs és Kerry Reichs                                                 | 2015. május 21. 2016. május 23.        | 5,42 millió |
| 211. | 21. | Éltető tűz (The Life in the Light)                                        | Randy Zisk          | Keith Foglesong                                                              | 2015. június 4. 2016. május 30.        | 5,21 millió |
| 212. | 22. | Végső megoldás (The Next in the Last)                                     | Ian Toynton         | Stephen Nathan és Jonathan Collier                                           | 2015. június 11. 2016. június 6.       | 5,11 millió |

## Tizenegyedik évad (2015-2016)
| Sor. | Év. | Cím                                                    | Rendező        | Író                         | Premier                              | Nézettség   |
| ---- | --- | ------------------------------------------------------ | -------------- | --------------------------- | ------------------------------------ | ----------- |
| 213. | 1.  | Kegyes hazugság (The Loyalty in the Lie)               | Randy Zisk     | Jonathan Collier            | 2015. október 1. 2016. november 14.  | 6,20 millió |
| 214. | 2.  | Bajtársak (The Brother in the Basement)                | Dwight Little  | Michael Peterson            | 2015. október 8. 2016. november 21.  | 5,90 millió |
| 215. | 3.  | Az első ügy (The Donor in the Drink)                   | Michael Lange  | Hilary Weisman Graham       | 2015. október 15. 2016. november 28. | 5,79 millió |
| 216. | 4.  | Farkasok közt (The Carpals in the Coy-Wolves)          | Randy Zisk     | Gene Hong                   | 2015. október 22. 2016. december 5.  | 6,06 millió |
| 217. | 5.  | Álmosvölgy legendája (The Resurrection in the Remains) | Chad Lowe      | Mary Trahan                 | 2015. október 29. 2016. december 12. | 6,57 millió |
| 218. | 6.  | Behálózva (The Senator in the Street Sweeper)          | Steve Robin    | Emily Silver                | 2015. november 5. 2016. december 19. | 5,34 millió |
| 219. | 7.  | Megszegett ígéret (The Promise in the Palace)          | Jeannot Szwarc | Joe Hortua                  | 2015. november 12. 2017. január 2.   | 5,16 millió |
| 220. | 8.  | Hálaadás tofuval (High Treason in the Holiday Season)  | Anne Renton    | Jon Cowan                   | 2015. november 19. 2017. január 9.   | 5,25 millió |
| 221. | 9.  | Vadnyugati kaland (The Cowboy in the Contest)          | Chad Lowe      | Karine Rosenthal            | 2015. december 10. 2017. január 16.  | 4,63 millió |
| 222. | 10. | A bomba később robban (The Doom in the Boom)           | Michael Lange  | Keith Foglesong             | 2015. december 10. 2017. január 23.  | 4,42 millió |
| 223. | 11. | Az ügyvéd halála (The Death in the Defense)            | Arlene Sanford | Kendall Sand                | 2016. április 14. 2017. január 30.   | 4,40 millió |
| 224. | 12. | Barátok bajban (The Murder of the Meninist)            | Ian Toynton    | Hilary Weisman Graham       | 2016. április 21. 2017. február 6.   | 4,38 millió |
| 225. | 13. | Üldözők és célpontok (The Monster in the Closet)       | Randy Zisk     | Michael Peterson            | 2016. április 28. 2017. február 13.  | 4,38 millió |
| 226. | 14. | Hajszál híján (The Last Shot at a Second Chance)       | David Grossman | Emily Silver                | 2016. május 5. 2017. február 20.     | 4,29 millió |
| 227. | 15. | Jégbe fagyva (The Fight in the Fixer)                  | Silver Tree    | Joe Hortua                  | 2016. május 12. 2017. február 27.    | 4,26 millió |
| 228. | 16. | A visszavágó (The Strike in the Chord)                 | Michael Lange  | Yael Zinkow                 | 2016. május 19. 2017. március 6.     | 4,29 millió |
| 229. | 17. | Az ügynök halála (The Secret in the Service)           | Dwight Little  | Kandall Sand & Mary Trahan  | 2016. május 26. 2017. március 13.    | 4,63 millió |
| 230. | 18. | Showtime (The Movie in the Making)                     | Randy Zisk     | Keith Foglesong             | 2016. június 2. 2017. március 20.    | 4,61 millió |
| 231. | 19. | Hoki határok nélkül (The Head in the Abutment)         | Ian Toynton    | Gene Hong                   | 2016. június 16. 2018. január 8.     | 3,94 millió |
| 232. | 20. | Majdnem híres (The Stiff in the Cliff)                 | Jeannot Szwarc | Kathy Reichs & Kerry Reichs | 2016. június 23. 2018. január 15.    | 4,51 millió |
| 233. | 21. | Koronaékszerek (The Jewel in the Crown)                | David Grossman | Jon Cowan                   | 2016. július 14. 2018. január 22.    | 4,36 millió |
| 234. | 22. | Rémes rémálom (The Nightmare Within the Nightmare)     | David Boreanaz | Michael Peterson            | 2016. július 21. 2018. január 29.    | 3,74 millió |

## Tizenkettedik évad (2017)
| Sor. | Év. | Cím                                                      | Rendező            | Író                                                    | Premier                               | Nézettség   |
| ---- | --- | -------------------------------------------------------- | ------------------ | ------------------------------------------------------ | ------------------------------------- | ----------- |
| 235. | 1.  | A remény (The Hope in the Horror)                        | Emily Deschanel    | Michael Peterson                                       | 2017. január 3. 2018. június 11.      | 3,43 millió |
| 236. | 2.  | Titkos parti (The Brain in the Bot)                      | Ian Toynton        | Hilary Weisman Graham                                  | 2017. január 10. 2018. június 11.     | 3,31 millió |
| 237. | 3.  | Új utakon (The New Tricks in the Old Dogs)               | David Boreanaz     | Jonathan Collier & Michael Peterson & Karine Rosenthal | 2017. január 17. 2018. június 18.     | 2,92 millió |
| 238. | 4.  | A múlt ára (The Price for the Past)                      | Randy Zisk         | Jonathan Collier                                       | 2017. január 24. 2018. június 18.     | 3,05 millió |
| 239. | 5.  | Rossz tanár (The Tutor in the Tussle)                    | Dwight Little      | Eric Randall                                           | 2017. január 31. 2018. június 25.     | 3,76 millió |
| 240. | 6.  | Fűrész (The Flaw in the Saw)                             | Denise Di Novi     | Yael Zinkow                                            | 2017. február 7. 2018. július 2.      | 3,07 millió |
| 241. | 7.  | A tízpontos lövés (The Scare in the Score)               | Randy Zisk         | Joe Hortua                                             | 2017. február 14. 2018. július 9.     | 2,97 millió |
| 242. | 8.  | Vikingek nyomában (The Grief and the Girl)               | Anton Cropper      | Karine Rosenthal                                       | 2017. február 21. 2018. július 16.    | 2,90 millió |
| 243. | 9.  | Roncsderbi (The Steel in the Wheels)                     | Robert Reed Altman | Hilary Weisman Graham & Ted Peterson                   | 2017. március 7. 2018. július 23.     | 2,89 millió |
| 244. | 10. | A rendező halála (The Radioactive Panthers in the Party) | Michael Lange      | Keith Foglesong                                        | 2017. március 14. 2018. július 30.    | 2,52 millió |
| 245. | 11. | Az utolsó ügy, 1. (The Day in the Life)                  | Ian Toynton        | Eric Randall & Yael Zinkow                             | 2017. március 21. 2018. augusztus 6.  | 3,55 millió |
| 246. | 12. | Az utolsó ügy, 2. (The End in the End)                   | David Boreanaz     | Jonathan Collier & Michael Peterson & Karine Rosenthal | 2017. március 28. 2018. augusztus 13. | 4,35 millió |